# Colin Campbell (Politiker, 1938)
Colin Campbell (* 31. August 1938 in Paisley) ist ein schottischer Politiker und Mitglied der Scottish National Party (SNP).

## Leben
Campbell besuchte die Paisley Grammar School und das Jordanhill College of Education. Er studierte dann an der Universität Glasgow und war anschließend als Lehrer tätig, wobei er schließlich zum Schulrektor aufstieg. 1999 wohnte er in Kilbarchan.
Im Jahre 1976 trat Campbell in die SNP ein. Ende der 1990er Jahre gehörte er zur Parteiführung und war Parteisprecher für Verteidigung. Erstmals trat er bei den Britischen Unterhauswahlen 1987 zu Wahlen auf nationaler Ebene an. In seinem Wahlkreis Renfrew West and Inverclyde erhielt er jedoch nur rund 10,1 % der Stimmen und verpasste damit das Mandat für das Britische Unterhaus deutlich. Bei den Unterhauswahlen 1992 konnte er seinen Stimmenanteil verdoppeln und bei den Unterhauswahlen 1997 im neugeschaffenen Wahlkreis West Renfrewshire um weitere 5,3 % steigern, was jedoch jeweils nicht zum Gewinn des Direktmandates reichte.
Bei den ersten Schottischen Parlamentswahlen im Jahre 1999 bewarb sich Campbell um das Direktmandat des Wahlkreises West Renfrewshire, unterlag jedoch der Labour-Kandidatin Patricia Godman und verpasste damit das Direktmandat des Wahlkreises. Da Campbell jedoch auf dem ersten Rang der Regionalwahlliste der SNP für die Wahlregion West of Scotland gesetzt war, erhielt eines von vier Listenmandaten für die SNP in dieser Wahlregion und zog in das neugeschaffene Schottische Parlament ein. Ab Juni 2001 fungierte Campbell als Parteisprecher für Verteidigung. Zu den folgenden Parlamentswahlen 2003 trat Campbell nicht mehr an und schied zum Ende der Legislaturperiode aus dem Parlament aus.